# Сливовий парк у Камейдо
Сливовий парк у Камейдо (亀 戸 梅 屋 舗, Kameido Umeyashiki) — це картина  в жанрі укійо-е японського художника Хірошіґе, опублікована у 1857 році як тридцятий відбиток у серії "Сто знаменитих видів Едо" та зображає квітучі дерева Prunus mume. Мала великий вплив на роботи імпресіоністів, зокрема Ван Гога.

## Історія
Картина є частиною серії "Сто знаменитих видів Едо", яка насправді має 119 видів відомих місць у місті Едо (сучасний Токіо).
Серія випускалася між 1856 і 1859 роками, а Хірошіґе II закінчив серію після смерті Хірошіґе в 1858 році. Ця картина 30-та в серії у весняному розділі й була опублікована в одинадцятому місяці 1857 року. Серію випустили незабаром після землетрусу в Едо 1855 року та наступних пожеж, і в ній були представлені багато нещодавно відбудованих або відремонтованих будівель. Можливо, відбитки допомагали привернути увагу громадян Едо до прогресу відновлення Серія виконана в книжковій орієнтації, що було відривом від традиції укійо-е для пейзажних відбитків.

## Опис

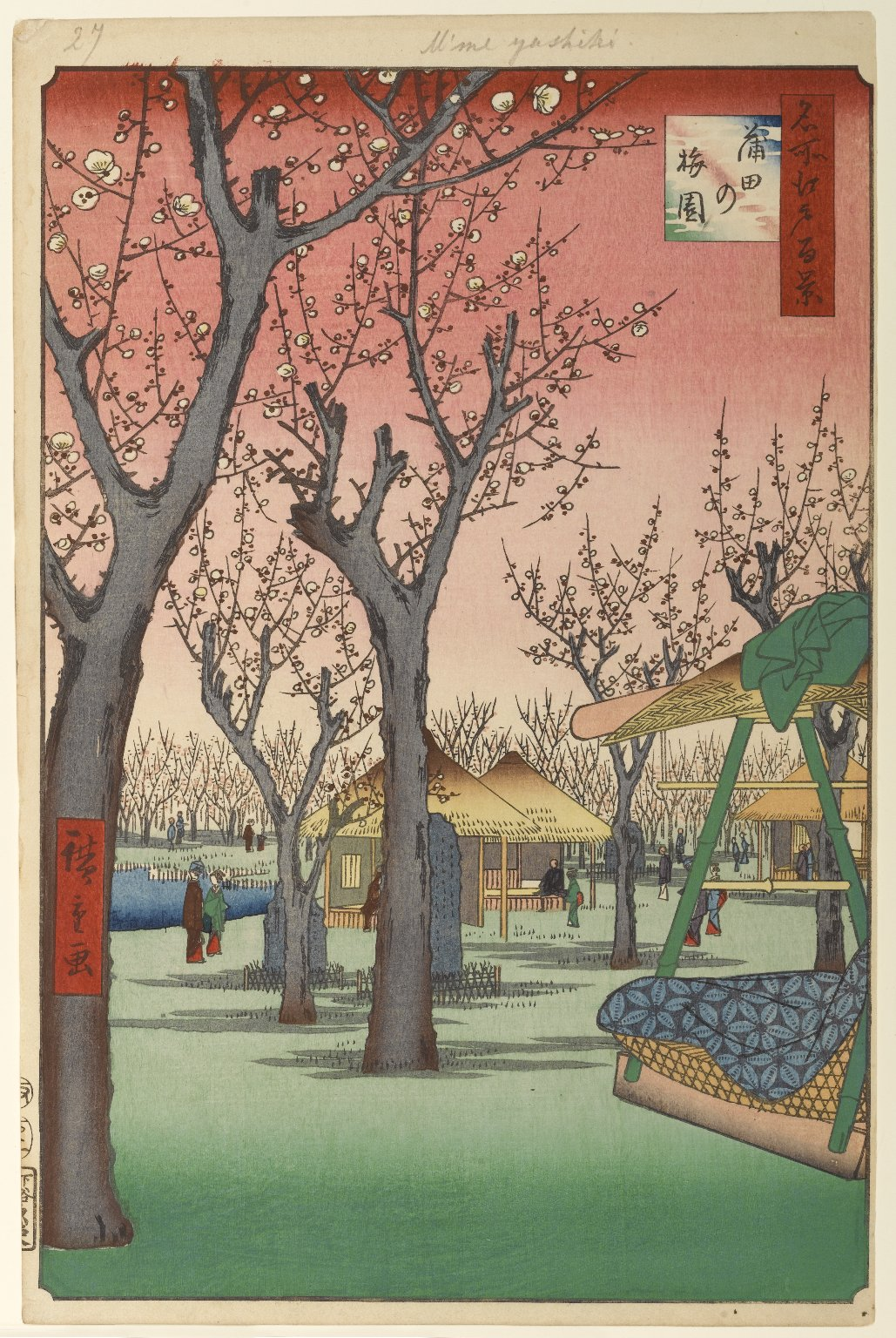
Номер 27 у Сто відомих видів Едо, Сливовий сад у Камаді (蒲 田 の 梅園 Kamada no umezono), показує схожу колірну гаму та тематику

На друці видно частину найвідомішого дерева в Едо, «Спляча слива-дракон» (яп. 臥竜梅, garyūbai), яке  мало незвичну форму. Дерево показано з унікальною абстрактною композицією, широкі гілки займають значну частину переднього плану, але обрізані рамкою картини, що нагадує японську каліграфію. Дерево розташоване в Умеясікі, саду слив на березі річки Суміда в Камейдо. Між гілками сливи Сплячого дракона видно ще дерева та маленькі фігурки за невисоким парканом, що споглядають цвіт сливи. Знак з назвою дерева міститься на передньому плані у верхньому лівому куті зображення. Зображення демонструє майстерність Хірошіґе і використовує його перебільшену одноточкову перспективу, завдяки якій найближчі об'єкти, що розглядаються, збільшуються в розмірах. Позиціонування об'єкта занадто близько до глядача має на меті привернути увагу до сцени за його межами. Крім того, використання неприродного червоного неба впливає на вирівнювання видимого простору.

## Вплив

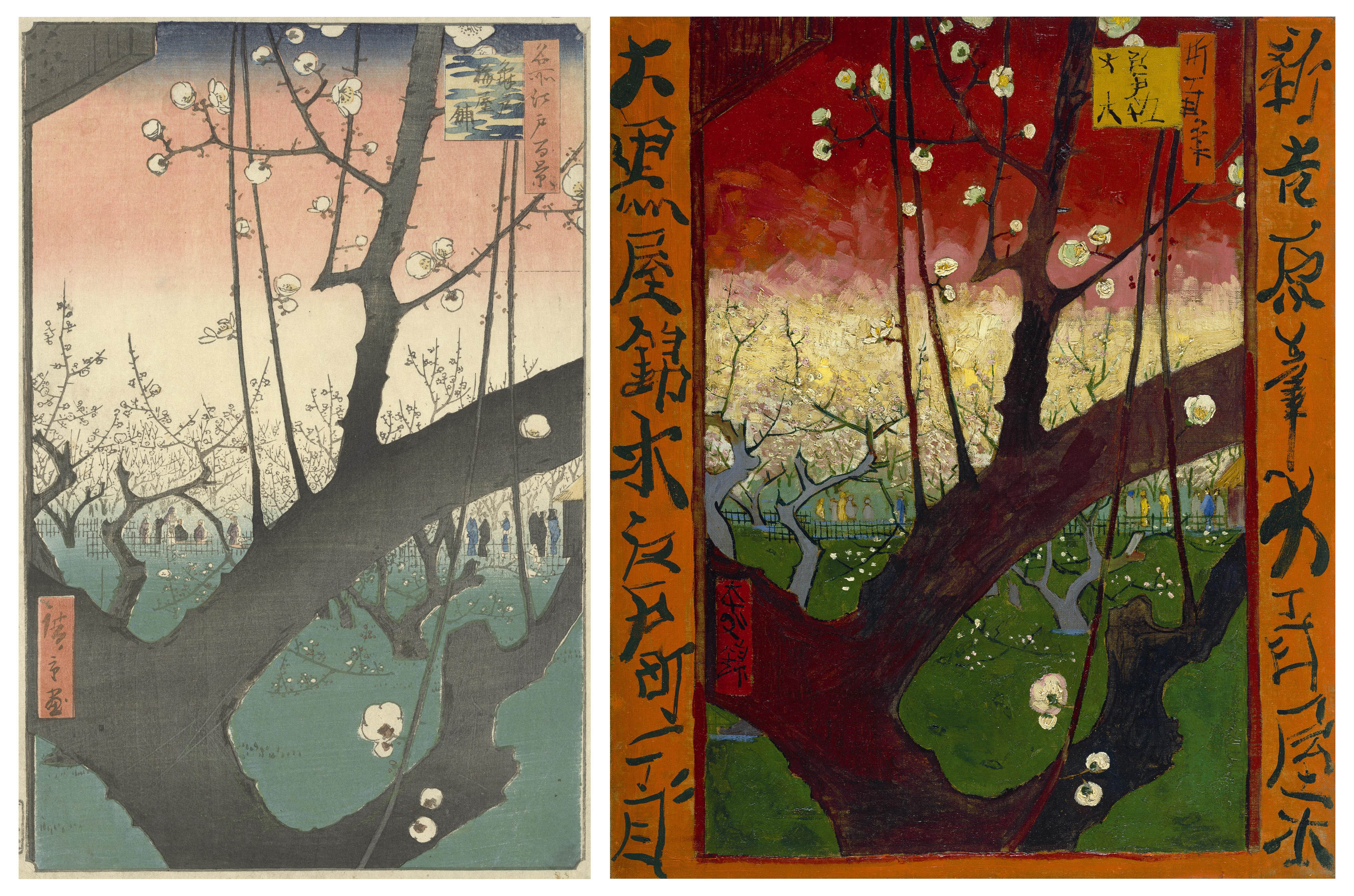
Оригінальний принт Хірошіґе на дерев'яних блоках і копія Ван Гога в олії

Найпопулярніші принти Хірошіґе випускалися десятками тисяч за низькою вартістю, а завдяки відкриттю Японії після 1853 року були популярні як в Японії, так і в Європі, де вони мали величезний вплив на художників-імпресіоністів.
Вінсент Ван Гог був колекціонером японських гравюр, прикрашав ними свою студію. Він зазнав сильного впливу цих відбитків, особливо тих, що були зроблені Хірошіґе, і в 1887 р. намалював копії двох зі Сто відомих видів Едо, Раптової зливи над мостом Шін-Хаші та парку Атаке та Сливу. Він зробив ці копії, щоб випробувати на собі елементи, якими він захоплювався, такі як обрізана композиція, декоративне використання кольорів, великі кольорові блоки із сильними контурами, плоскі мазки та діагональні елементи . Ван Гог проігнорував тіні, що присутні на зображенні Хірошіґе.